# Марина Олењина
Марина Михајловна Олењина (рус. Марина Михайловна Оленина; Москва, 1897 — Београд, 26. јул 1963) је оснивач балета Српског народног позоришта. 
Балет Српског народног позоришта је основан 8. марта 1950. године. Прва балетска премијера у Новом Саду изведена је 25. маја 1950. године — балет Шехерезада, композитора Николаја Римског-Корсакова у кореографији Марине Олењине.

## Биографија
Марина Олењина се школовала у Санкт Петербургу где је завршила балетско кореографско училиште. Отац јој је био оперски редитељ, мајка, врло образована, свирала је клавир, а њен ујак је био Константин Станиславски, творац система глуме и сценског реализма. 
После револуције у Русији, она је избегла, дошла у Краљевину СХС и 1923. године је постала чланица београдског балета. У Народном позоришту је радила као солисткиња све до окупације 1941. године. 
По избијању Другог светског рата, одлази с мужем у Црну Гору, али убрзо бива ухапшена и одведена у логор у Скадру од стране италијанске фашистичке војске. Убрзо успева да побегне из логора и прикључује се партизанима, где остаје до краја рата. По формирању партизанског покрета, Марина Олењина окупља позоришне људе и оснива позориште Народно ослобођење. Сама прави кореографије које су у складу са потребама народноослободилачког рата и у њима и сама игра. 
Године 1950. са групом од тридесетак чланица и чланова, који су имали скроман трогодишњи играчки стаж, долази у Нови Сад и као први шеф Балета и кореограф, оснива Балет Српског народног позоришта. Марина Олењина је имала положај уметничког руководиоца и била је личност која је одредила физиономију новосадског балетског ансамбла. Одмах је било јасно да ће врхунска класична балетска техника бити основа за игру, као темељ свему што се касније одигравало на сценама Српског народног позоришта. 
Радила је на Балету у Новом Саду, са краћим прекидима, све до сезоне 1955/56, тренутка, када је почела да има проблема са здрављем.

## Награда Марина Олењина
Награда Марина Олењина у виду вајарске статуе њеног лика, рад академског вајара Ласла Силађија, који се од 2007. године додељује балетским уметницима за врхунско професионално уметничко стваралаштво. Награда се остварује на иницијативу Удружења балетских уметника Војводине и помоћи Покрајинског Секретаријата за културу. 
Досадашње лауреаткиње су: Габриела Теглаши Велимировић, Прва солисткиња Балета у Српском народном позоришту, ауторка романа „Балет да ли се то једе?“, Биљана Његован, првакиња Балета Српског народног позоришта, Олга Маливук, директорка Балетске школе у Новом Саду, Мирјана и Жарко Миленковић, први играчи основаног новосадског балета. 

## Споменик
У част шездесетогодишњице од оснивања Балета Српског народног позоришта, на иницијативу балерине, Прве солисткиње Балета Српског народног позоришта, Габриеле Теглаши Велимировић, покренута је идеја да се подигне споменик/скулптура балерини Марини Олењиној од белог Венчачког мермера у природној величини и постави се 2010. године испред здања Српског народног позоришта.
Донатор 12 тона мермера за град Нови Сад, за израду балерине је господин Милан Богдановић из Аранђеловца.
Споменик је отворен 25. октобра 2011. године у 20 часова. Налази се у строгом центру Новог Сада, на зеленој површини испред Српског народног позоришта, на Позоришном тргу број 2, у непосредној близини Аполо центра, бочно од Градске Куће.